# 1890 dans les parcs de loisirs
| Années des parcs de loisirs : 1887 - 1888 - 1889 - 1890 - 1891 - 1892 - 1893    |
| Décennies des parcs de loisirs : 1860 - 1870 - 1880 - 1890 - 1900 - 1910 - 1920 |

## Les parcs d'attractions

### Ouverture
- Elitch Gardens

## Les attractions

### Autres attractions
| Nom            | Type / Modèle      | Constructeur | Parc        | Pays       |
| -------------- | ------------------ | ------------ | ----------- | ---------- |
| Water Toboggan | Toboggan aquatique |              | Cedar Point | États-Unis |

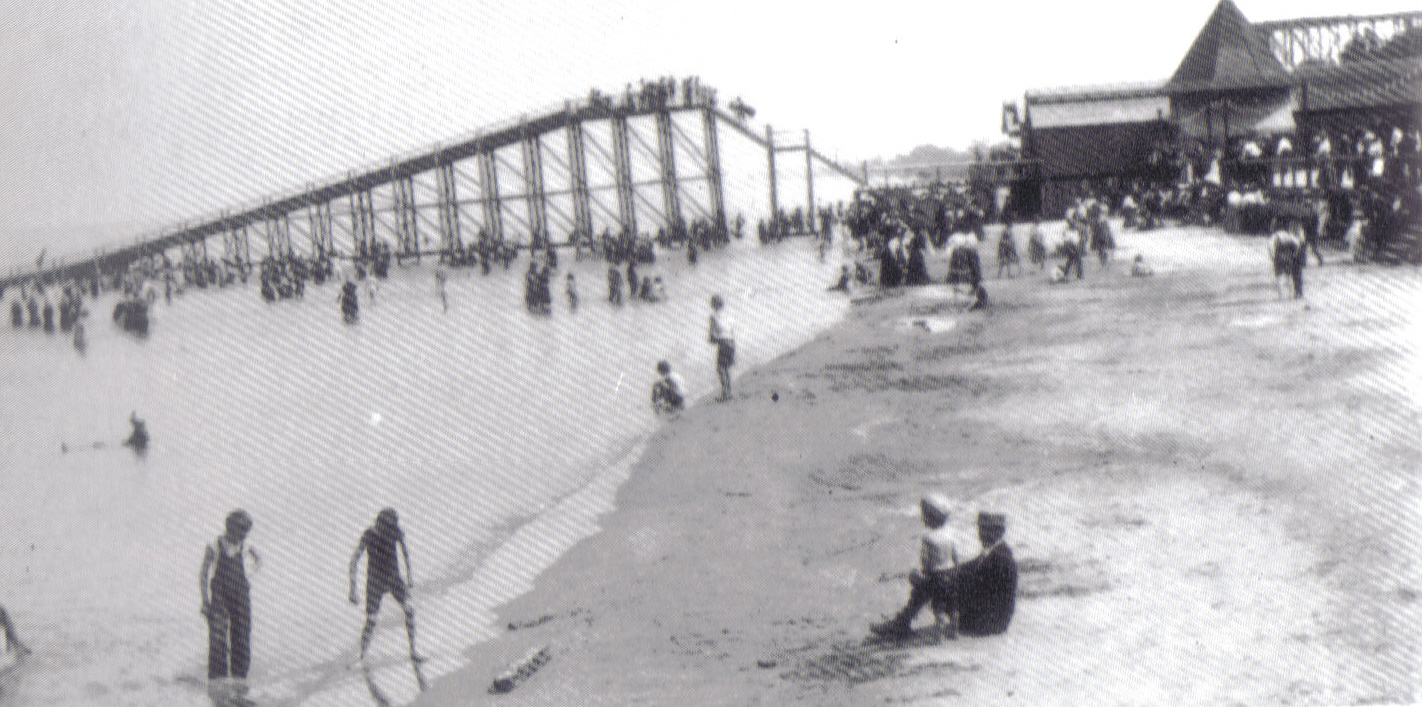
Water Toboggan à Cedar Point